# Тараненко, Леонид Аркадьевич
Леони́д Арка́дьевич Таране́нко (бел. Леанід Аркадзьевіч Тараненка; род. 13 июня 1956, Малорита, Брестская область) — советский и белорусский тяжелоатлет.
Олимпийский чемпион 1980 года, многократный чемпион мира, Европы и СССР. Обладатель 20 мировых рекордов, причём два из них — 266 кг в толчке и 475 кг в двоеборье — занесены в Книгу рекордов Гиннесса. Его подъем 266 кг в толчке в 1988 году был самым тяжелым подъемом на соревнованиях за 33 года, пока Лаша Талахадзе не превзошел его, подняв 267 кг на чемпионате мира по тяжелой атлетике 2021 года. Установил 28 рекордов СССР. Заслуженный мастер спорта СССР (1980). Награждён орденами Дружбы народов и Трудового Красного Знамени.

## Биография

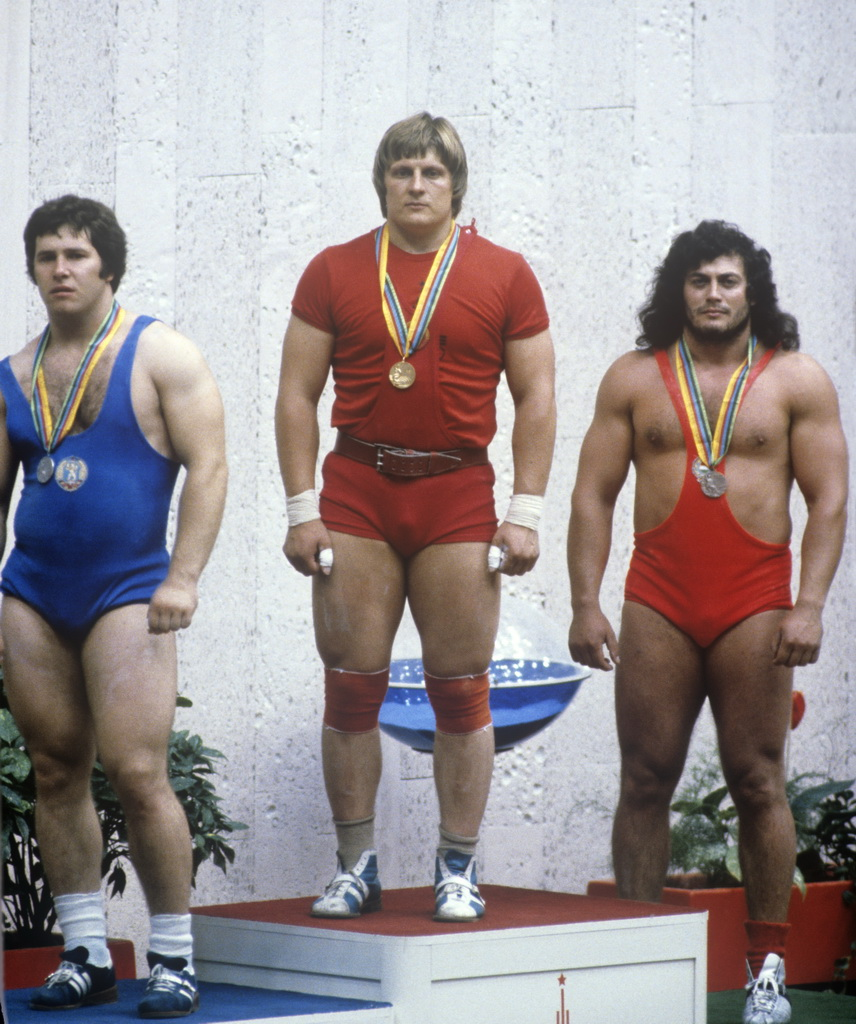
XXII Олимпийские игры (Москва). В центре Леонид Тараненко (СССР), слева Валентин Христов (Болгария), справа Дьёрдь Салаи (Венгрия)

Окончил Белорусский институт механизации сельского хозяйства по специальности инженер. Выступал за ДСО «Урожай» (Минск). Первый тренер — Пётр Сацюк.
Первым крупным успехом Тараненко стала победа на Олимпийских играх 1980 года в Москве. На Олимпиаде он сумел с большим преимуществом победить болгарина Валентина Христова, который в предолимпийские годы считался главным фаворитом в весовой категории до 110 кг.
Через четыре года не смог принять участие в Олимпиаде в Лос-Анджелесе из-за бойкота Игр сборной СССР, при этом на соревнованиях «Дружба-84» показал результат на 52,5 кг выше, чем поднял олимпийский чемпион 1984 года итальянец Норберто Обербургер.
В 1988 году по официальной версии из-за травмы не принял участие в Олимпийских играх в Сеуле, хотя незадолго до Игр победил на чемпионате Европы в Кардиффе.
В 1992 году на Играх в Барселоне 36-летний Тараненко выиграл серебро, уступив другому белорусскому тяжелоатлету, олимпийскому чемпиону 1988 года, Александру Курловичу. В 1996 году в возрасте 40 лет выиграл чемпионат Европы. Был заявлен для участия в Олимпийских играх в Атланте, но из-за травмы на помост не вышел.
После окончания карьеры тренировал сборную Индии по тяжёлой атлетике.